# Itahari Bishnupur
Itahari Bishnupur (en népalais : इटहरी विष्णुपुर) est un comité de développement villageois du Népal situé dans le district de Saptari. Au recensement de 2011, il comptait 6 335 habitants.